# Paričjak
Paričjak este o localitate din comuna Radenci, Slovenia, cu o populație de 251 de locuitori.